# اوسامو تاکادا
اوسامو تاکادا (ژاپنی: 高田 修؛ زادهٔ ۲۸ ژوئیهٔ ۱۹۷۰) یک بازیکن فوتبال اهل ژاپن است.
از باشگاه‌هایی که در آن بازی کرده‌است می‌توان به باشگاه فوتبال توکیو وردی و باشگاه فوتبال شیمیزو اس-پالس اشاره کرد.